# Vezendiu, Satu Mare
Vezendiu (maghiară Vezend, germană Wezend, Wessend) este un sat în comuna Tiream din județul Satu Mare, Transilvania, România.

## Personalități
- George Indre (1868 - 1949), deputat în Marea Adunare Națională de la Alba Iulia 1918, primar
- Cornel Pop (1863 - ?), deputat în Marea Adunare Națională de la Alba Iulia 1918

 Acest articol despre o localitate din județul Satu Mare este deocamdată un ciot. Puteți ajuta Wikipedia prin completarea lui.